# Віреончик рудоголовий
Вірео́нчик рудоголовий (Hylophilus poicilotis) — вид горобцеподібних птахів родини віреонових (Vireonidae). Мешкає в Південній Америці.

## Опис

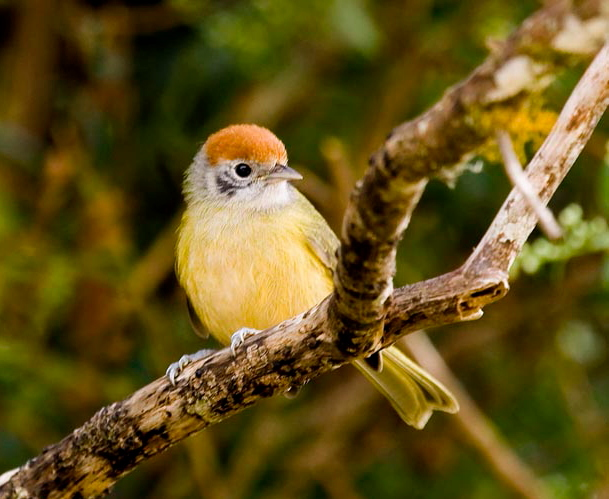
Рудоголовий віреончик

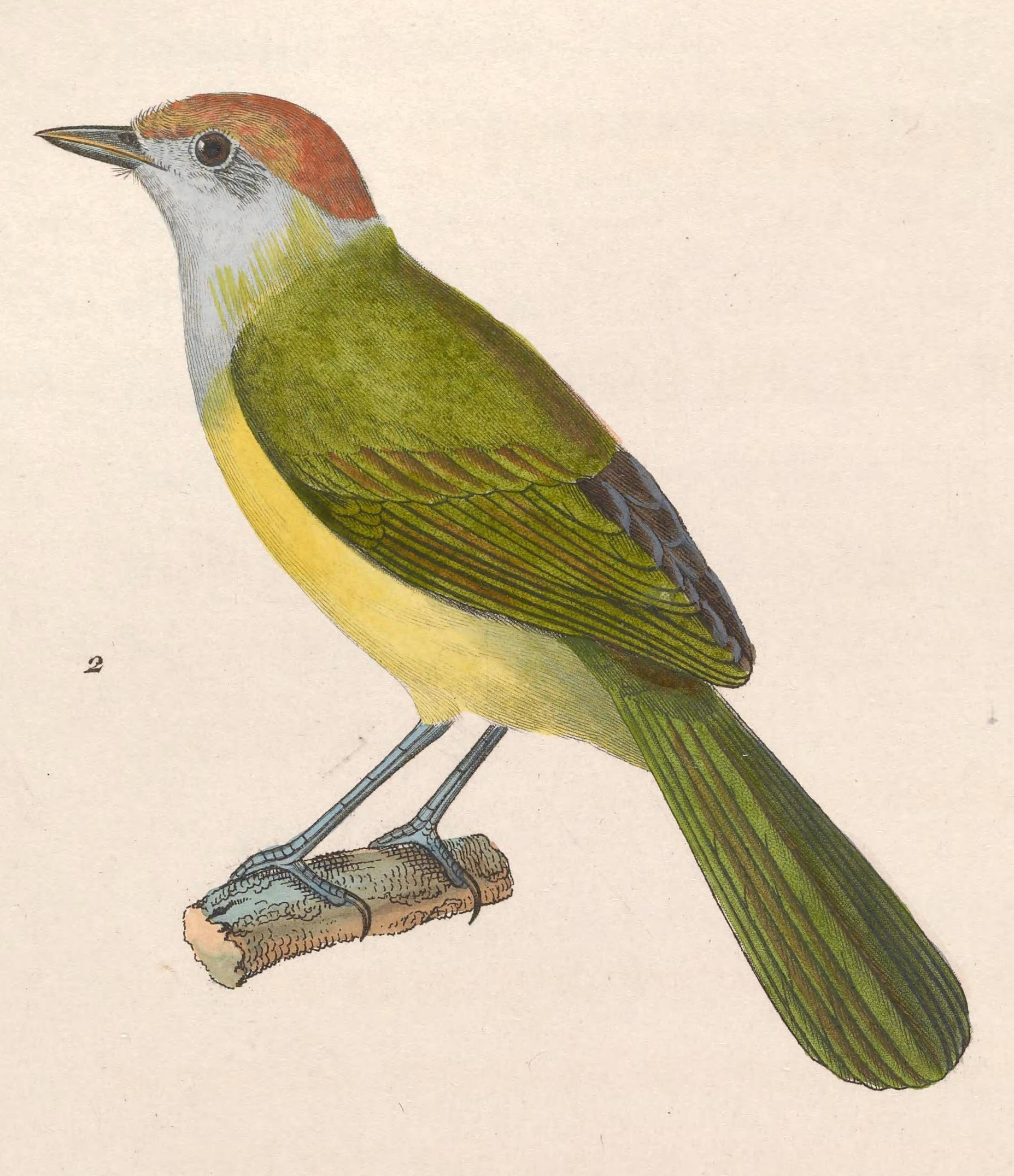
Рудоголовий віреончик

Довжина птаха становить 12,5 см, вага 11,8 г. Верхня частина тіла оливково-зелена, нижня частина тіла сірувато-жовта. Тім'я руде, скроні світло-сірі з чорнуватою плямою. Хвіст відносно довгий. Дзьоб короткий, гострий.

## Поширення і екологія
Рудоголові віреончики поширені від Північної Болівії до Східного Парагваю, Північно-Східної Аргентини (Місьйонес) та Південно-Східної Бразилії (від півдня Мату-Гросу-ду-Сул на схід до Еспіріту-Санту і на південь до Ріу-Гранді-ду-Сул). Вони живуть у вологих атлантичних лісах, на узліссях та на болотах, зокрема в Пантаналі. Зустрічаються на висоті від 1900 м над рівнем моря.

## Поведінка
Рудоголові віреончики зустрічаються парами, часто приєднуються до змішаних зграй птахів, разом з паранайськими еленіями і синіми манакінами-червононогами. Живляться комахами, яких шукають серед рослинності, при чому можуть зависати головою донизу, зачепившись лапами за гілку, аналогічно тому, як це роблять малі коронники, що мешкають поряд з рудоголовими віреончиками. Також рудоголові віреончики живляться плодами, зокрема Guarea. Гніздо чашоподібне, глибоке, зроблене з рослинних волокон і листя, зовні вкрите мохом. Яйця білі або червонуваті, іноді легко поцятковані чорними або фіолетовими плямками.